# ستان بنجامين
ستان بنجامين (بالإنجليزية: Stan Benjamin)‏ هو لاعب كرة قاعدة أمريكي، ولد في 20 مايو 1914 في فرامينغهام في الولايات المتحدة، وتوفي في 24 ديسمبر 2009 في هارويتش في الولايات المتحدة.

## وصلات خارجية
- ستان بنجامين على موقع دوري كرة القاعدة الرئيسي (الإنجليزية)
- ستان بنجامين على موقعبيزبول رفرنس.كوم (الدوري الرئيسي) (الإنجليزية)
- ستان بنجامين على موقعبيزبول رفرنس.كوم (الدوري الثانوي) (الإنجليزية)
- ستان بنجامين على موقع إي إس بي إن.كوم (أم.أل.بي) (الإنجليزية)
- ستان بنجامين على موقع مشجعي الرسوم البيانية (الإنجليزية)